# Bankim Chandra Chatterjee
Bankim Chandra Chattopadhyay (Chatterjee), född 27 juni 1838 nära Naihati, död 8 april 1894 i Calcutta, var en indisk författare.
Var en av de första författarna av romaner på bengali. Han författade Bengalens nationalhymn Bande matarum ("Jag hyllar Modern").

## Verk översatt till svenska
- Det giftiga trädet: En hinduisk roman, 1894